# Albert Willem Stronkhorst
Albert Willem Stronkhorst (Groningen, 8 juni 1912 - Assen, 11 december 1993) was een Nederlandse burgemeester.

## Loopbaan
Stronkhorst was een zoon van Cornelis Eibartus Stronkhorst en Afien Lambeck. Hij werd in 1946 burgemeester van de gemeente Sappemeer. Bij het samenvoegen van de gemeentes Hoogezand en Sappemeer in 1949, werd zijn collega van Hoogezand Hendrik de Wit burgemeester van de nieuwe gemeente Hoogezand-Sappemeer. Stronkhorst werd een jaar later burgemeester in Zuidhorn. In 1969 verruilde hij de provincie Groningen voor Noord-Holland en werd hij burgemeester van Schoorl. In 1975 ging Stronkhorst met vervroegd pensioen. Hij overleed in 1993, 81 jaar oud. Stronkhorst was getrouwd met Trijntje Gerardina Henderika Strengholt (1913-1960).